# The Great God Pan
The Great God Pan (fundido entre 1898 y 1899) es una escultura de bronce del escultor estadounidense George Gray Barnard. Desde 1907, ha sido un elemento fijo del campus de la Universidad de Columbia en Nueva York, Estados Unidos.

## Descripción

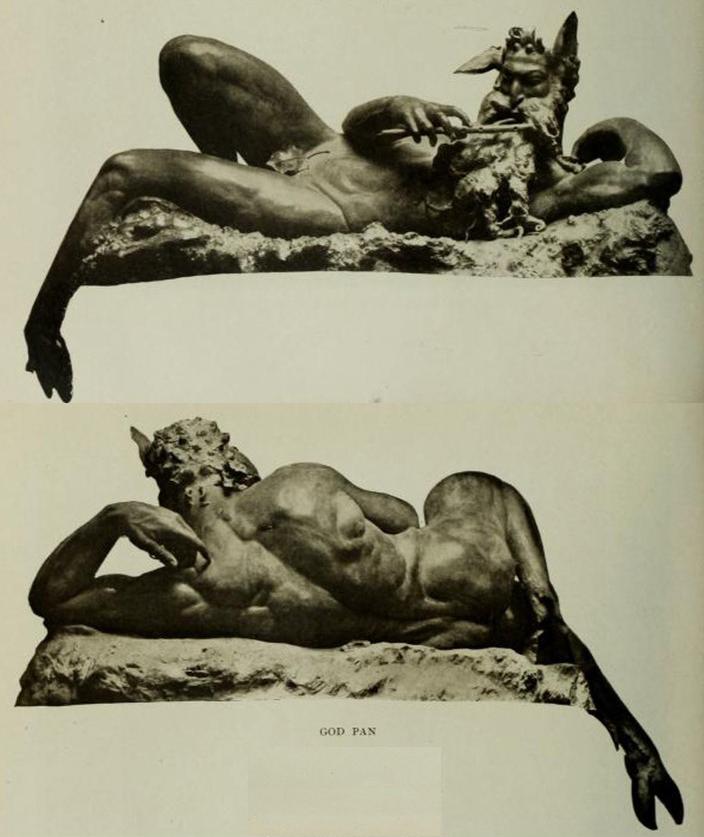
The Great God Pan, anverso y reverso, en 1902.

La escultura representa al dios griego Pan, una deidad mitad hombre y mitad cabra asociada con la vida pastoral, la música rústica y la carnalidad. En la escultura de Bernard se representa a Pan como maduro y muy musculoso, con una barba larga enredada, orejas y pezuñas hendidas de cabra, pero sin cuernos ni cola. Se reclina perezosamente de costado sobre una roca, tocando su flauta de lengüeta y balanceando un casco sobre el borde de la roca.
La escultura de bronce mide aproximadamente 49 pulgadas (124,5 cm) de altura, 97,5 pulgadas (247,7 cm) de largo y 43 pulgadas (109,2 cm) de ancho. Pesa 4300 libras (1950,4 kg). Su base de granito verde es de 27,5 pulgadas (69,9 cm) de alto, 111,5 pulgadas (283,2 cm) de largo y 45 pulgadas (114,3 cm) de ancho.
La inscripción en el reverso dice: "George Gray Barnard - Escultor". La inscripción en la esquina frontal derecha dice: "Geo. Gray Barnard/Sc. 1899. Fundido en una sola pieza por/Henry-Bonnard Bronze Company/Founders New York 1899" y está acompañado por la marca del fundador.

## Historia
Barnard concibió la escultura en 1894. Originalmente, estaba destinado a ser una escultura de fuente para el patio de The Dakota, un edificio de apartamentos de lujo en el Upper West Side de Manhattan. Alfred Corning Clark, heredero de la fortuna de Singer Corporation, fue el primer mecenas más importante de Barnard. El padre de Clark había construido The Dakota y dejó el edificio al hijo adolescente de Clark, Edward, en 1882. Clark visitó París en 1895 y le encargó a Barnard que procediera con la escultura de tamaño más grande que el natural, pero nunca se instaló en The Dakota.

Alfred Corning Clark falleció inesperadamente a los 51 años en abril de 1896. Su familia ofreció la escultura de Pan en privado a la ciudad de Nueva York en noviembre de 1896, para ser la pieza central de una fuente en Central Park:
El "Pan", que fue esbozado en París, pero ejecutado en este país, el molde de yeso que forma parte de la exhibición en Logerot Gardens, fue ordenado por el Sr. Clark para el tribunal de Dakota Flats; pero convencido de que esta magnífica obra de arte debía pertenecer al público, ordenó a sus herederos que la presentaran a la ciudad, con la condición de que se colocara en Central Park, pagando la finca Clark todos los gastos de fundición y montaje.
La Comisión de Arte de la ciudad aprobó la aceptación del obsequio, pero la Comisión de Parques de la ciudad pasó seis meses debatiendo la idoneidad del trabajo y considerando varias ubicaciones de Central Park antes de rechazar la oferta de la familia Clark. El New York Evening Telegram publicó una caricatura del 10 de junio de 1897 titulada "Los dos huérfanos", que satirizaba a Pan de Barnard y Bacchante and Infant Faun de Frederick William MacMonnies, este último rechazado por la Biblioteca Pública de Boston el año anterior. 
Edward Severin Clark, continuando con el apoyo de su difunto padre al trabajo de Barnard, financió la fundición de Pan en bronce y prestó la fundición de bronce al Museo Metropolitano de Arte y exposiciones internacionales.

### Fundición de bronce

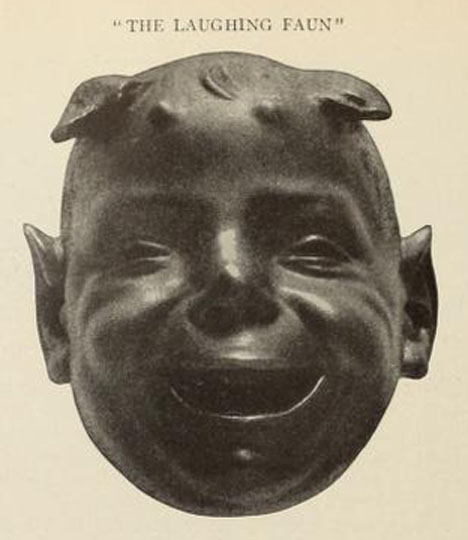
Laughing Faun, 1896.

Barnard quería su escultura de yeso fundida en bronce en una sola pieza, en lugar de ensamblarse a partir de piezas fundidas por separado, pero no pudo encontrar una fundición francesa dispuesta a intentarlo. El francés Eugene F. Aucaigne, gerente de Henry-Bonnard Bronze Company de Mount Vernon, aceptó el desafío. Después de meses de preparación y construcción de un molde extremadamente complejo y pesado, Aucaigne supervisó la exitosa fundición de Pan en bronce en agosto de 1898. Fue la escultura de bronce fundida en una sola pieza más grande en los Estados Unidos en ese momento.
El modelo de yeso de Barnard para la base de la escultura presentaba una roca rodeada de juncos y espadañas, con una grúa de pie para equilibrar visualmente la cabeza de Pan. También modeló Laughing Faun, una pequeña máscara para cubrir los chorros de agua alrededor de la base de la escultura. La idea de Pan como una escultura de fuente se abandonó tras el rechazo de la Comisión de Parques; La base de Barnard nunca se fundió en bronce y las máscaras de fauno no se usaron.
Barnard intentó manipular a la Comisión de Parques para que reconsiderara su rechazo a Pan, presentando la ubicación de la escultura en Central Park como un hecho consumado en una revista nacional. Cuando la comisión se opuso a esto, se propuso una roca frente al lago Central Park como un sitio alternativo. La comisión titubeó durante cuatro años más, antes de volver a rechazar a Pan por Central Park.

### Exposiciones
Barnard incluyó el molde de yeso de Pan en su primera exposición individual, celebrada en noviembre de 1898 bajo el techo de vidrio del jardín de invierno del Hotel Logerot, en la Quinta Avenida y la Calle 18 en la ciudad de Nueva York.
La escultura se prestó durante un año al Museo Metropolitano de Arte, a partir de la primavera de 1899.

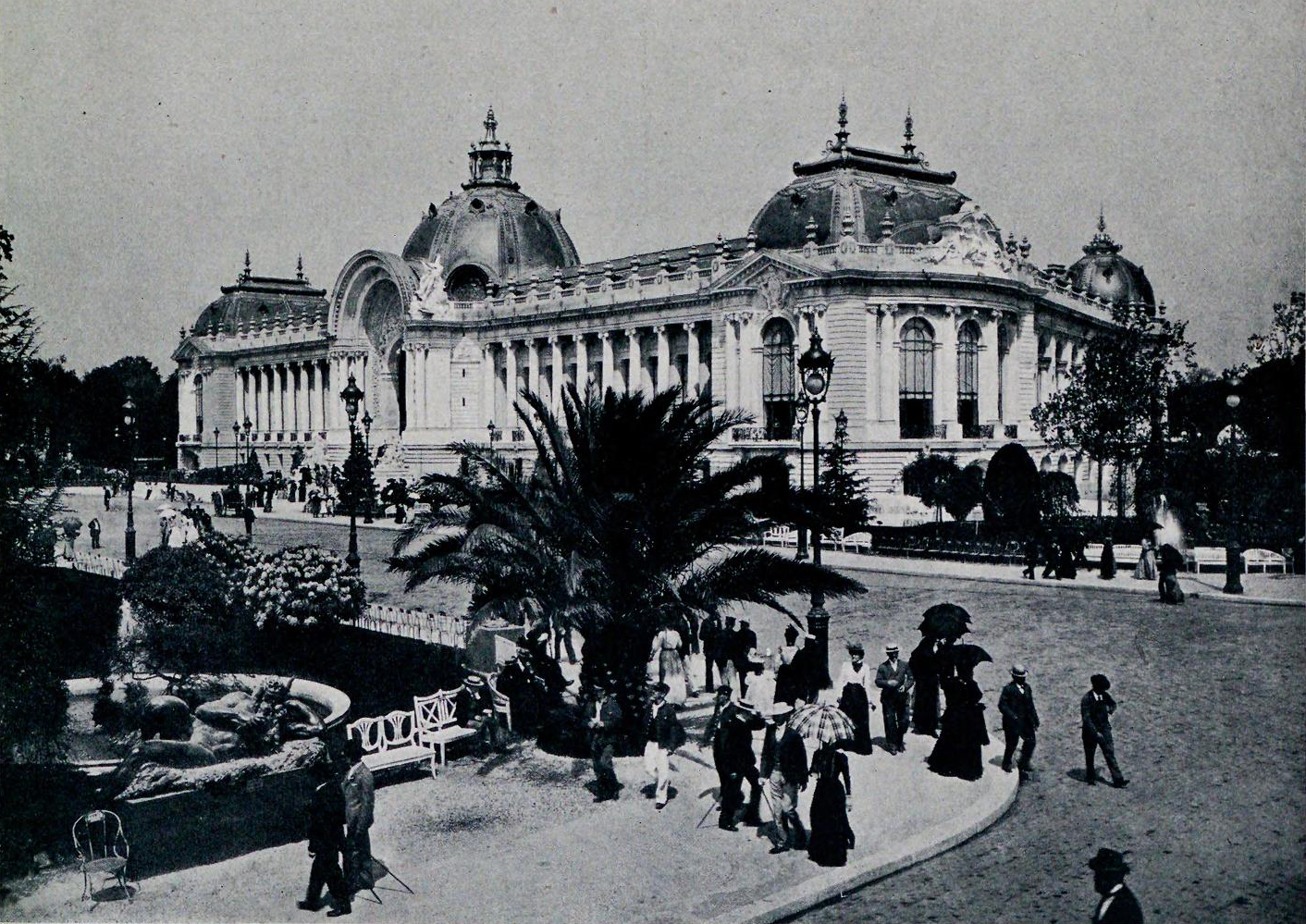
The Great God Pan, en la Exposición Universal de París (1900).

Barnard exhibió a Pan y La lucha de las dos naturalezas en el hombre en la Exposición Universal de París de abril a noviembre de 1900. La escultura de bronce se instaló al aire libre a lo largo de los Campos Elíseos y el mármol Dos naturalezas en el Petit Palais. Fue galardonado con una medalla de oro por las dos esculturas. 
Barnard exhibió Pan y dos naturalezas en la Exposición Panamericana en Buffalo, Nueva York de mayo a noviembre de 1901. La escultura de bronce se instaló frente a la galería de arte y el mármol Dos naturalezas dentro de la galería. Fue galardonado con una medalla de oro por las dos esculturas.
En noviembre de 1902, la escultura de bronce se encontraba entre las cuatro obras mostradas por Barnard en la exposición de la Sociedad Nacional de Escultura en el Madison Square Garden, en  Nueva York.
The Great God Pan se exhibió en la Feria Mundial de 1904 en St. Louis, Misuri como parte de una exhibición industrial dentro del Palacio de Manufacturas. La Henry-Bonnard Bronze Company recibió una medalla de oro por su logro en la fundición de la escultura, pero Barnard no fue reconocido por mérito artístico de Pan.
El molde de yeso de Pan se incluyó en el Museo de Bellas Artes, la exposición individual de Boston del trabajo de Barnard, entre noviembre-diciembre de 1908.

### Universidad de Columbia

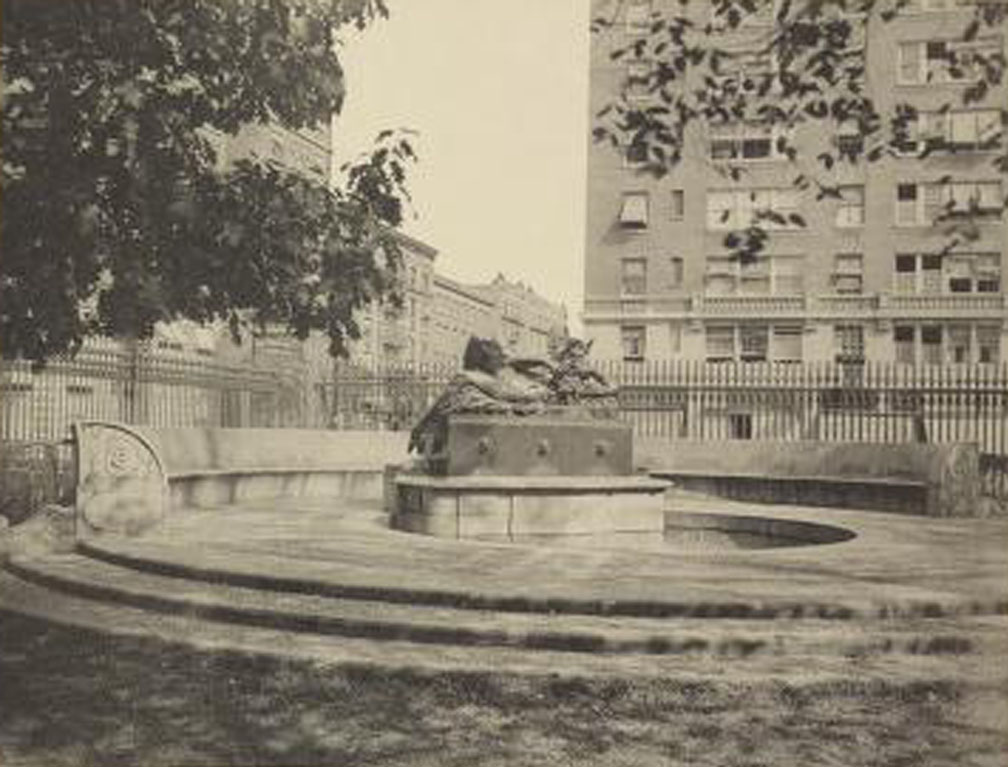
Fuente del Great God Pan, Universidad de Columbia, c. 1918.

Tras el segundo rechazo de Pan para formar parte del Central Park, Edward Clark y su madre donaron la escultura de bronce a Columbia College (ahora Universidad de Columbia). La escultura se colocó sobre una base neoclásica de granito verde con tres surtidores de bronce con cabeza de león para usar como fuente. Charles Follen McKim, de McKim, Meade & White, diseñó el entorno arquitectónico de Pan: una fuente de granito en forma de "D", una piscina circular, una plataforma escalonada y una exedra (banco de piedra curvo). La Fuente de Pan se instaló en 1907 en The Green en Amsterdam Avenue y 120th Street, luego en la esquina noreste del campus.
En 1959, para dar paso a la construcción del Edificio de ingeniería Seeley W. Mudd, Columbia trasladó la estatua de Pan y su base de granito, pero no su entorno arquitectónico y fuente, a Amsterdam Avenue y 119th Street. Fue reubicado nuevamente en 1963, en un patio entre Fayerweather y Avery Halls. Para dar paso a una expansión de 1975 de Avery Hall, Pan se trasladó a su sitio actual: al norte de West 116th Street, entre Lewisohn Hall y Low Memorial Library.